# 約翰·薩拉扎
約翰·薩拉扎（John Salazar；1953年7月21日—）是美國的一位政治人物。在2005年至2011年期間，他是科羅拉多州第3選舉區選出的美國眾議院議員。他的黨籍是民主黨。他也曾擔任科羅拉多州農業部長。2014年，他宣布將退出政壇。